# Istmo di Taravao
L'istmo di Taravao (isthme de Taravao in francese) è un istmo dell'isola di Tahiti in Polinesia francese. Unisce Tahiti Iti alla porzione principale dell'isola, Tahiti Nui.
Sull'istmo è situato un forte, il forte di Taravao, costruito nel 1844 su ordine del governatore di Tahiti Armand Joseph Bruat in seguito alle tensioni create dal britannico George Pritchard.